# Sledilnik
Sledilnik (ang. tracker) je strežniški program, ki pozna lokacijo datoteke, ki jo želimo prenesti. Da lahko steče prenos, potrebuje odjemalec najprej datoteko s podaljškom imena .torrent. V njej so podatki, potrebni za prenos datoteke (ime, velikost, kontrolna vsota ...). Če ni datoteke s podaljškom .torrent, je sledilnik ne najde in prenos ni možen. Posebnost tega protokola je tudi to, da sledilniki samo povežejo ponudnika in povpraševalca. S tem niso odgovorni za legalnost prenesenih datotek. Povedano drugače: lastnika sledilnika sodno ne preganjajo, če je omogočil prenos ilegalnih vsebin.